# Bombardeo de la escuela Abu Hussein
El bombardeo de la escuela Abu Hussein  fue un ataque aéreo llevado a cabo el 17 de octubre de 2024, por las Fuerzas de Defensa de Israel (FDI) contra la escuela primaria Abu Hussein administrada por la UNRWA y situada en el campamento de Jabalia, al norte de la Franja de Gaza. En el momento del ataque la escuela albergaba a personas desplazadas por la invasión israelí de la Franja de Gaza, entre ellas numerosas mujeres y niños. El ataque aéreo mató al menos a veintiocho palestinos e hirió a otros 160, por lo que la cifra de fallecidos podría ser mayor.

## Antecedentes
El 5 de octubre de 2024, las FDI lanzaron una nueva ofensiva terrestre en Jabalia, con el objetivo de eliminar a los militantes de Hamás que se estaban reagrupando allí. Israel impuso un asedio a la zona y obstruyó la entrada de ayuda a Jabalia, lo que el enviado palestino ante las Naciones Unidas describió como «un genocidio dentro del genocidio».

## Bombardeo
Israel atacó la escuela primaria el 17 de octubre de 2024, matando al menos a veintiocho personas e hiriendo a más de 160, alegando que el ataque tenía como objetivo un «punto de encuentro operativo» de militantes de Hamás y la Jihad Islámica Palestina, sin proporcionar pruebas sustanciales. Israel publicó una lista con los nombres de doce personas que, supuestamente, estarían allí en el momento del bombardeo a los que acusó de realizar ataques con cohetes y atacar a soldados de las FDI. Sin embargo, los servicios sanitarios aseguraron que la mayoría de víctimas son mujeres y niños y Hamás negó rotundamente haber utilizado la escuela con fines militares y calificó las acusaciones israelíes de «una sarta de mentiras» y de «política sistemática del enemigo para justificar sus crímenes».
El director del hospital Kamal Adwan, único en servicio actualmente en el norte, en Beit Lahia informó que el hospital era pequeño y no podía recibir a todos los palestinos heridos por el ataque, y agregó que la mayoría de los heridos que habían acudido para recibir tratamiento eran mujeres y niños. También afirmó que no había agua para apagar el fuego y que el ataque constituye una masacre.
Varias tiendas de campaña se incendiaron, lo que provocó que saliera humo. Al menos cinco niños murieron en el ataque.
La oficina de medios del gobierno en la Franja de Gaza consideró, como una masacre el bombardeo de la escuela e indicó que el «ejército de ocupación era consciente de que la escuela albergaba miles de mujeres y niños desplazados por los bombardeos a barrios civiles». También afirmó que la «masacre eleva a 192 el número de refugios y centros de desplazamiento bombardeados por la ocupación israelí».